# Krásensko
Krásensko (deutsch Krasensko, 1939–1945 Schönau) ist eine Gemeinde in Tschechien. Sie liegt 16 Kilometer nordwestlich von Vyškov und gehört zum Okres Vyškov. Die Gemeinde ist Teil der Mikroregion Drahanská vrchovina.

## Geographie
Krásensko befindet sich am südöstlichen Fuße des Kojál (600 m) über dem Tal der Malá Haná auf der Hochfläche des Drahaner Berglandes. Östlich erheben sich die Holanda (545 m) und Roviny (547 m). Das Dorf liegt am Westrand des Truppenübungsplatzes Březina. Zum Kataster von Krásensko gehört auch eine durch das Militärgelände abgetrennte Exklave an den Studnické louky. Anderthalb Kilometer nördlich entspringt die Malá Haná, westlich der Podomský potok. Gegen Osten liegen die mittelalterlichen Wüstungen Mechlov (Měchnov) und Schreynern, im Südosten die Wüstungen Hamlíkov und Ovčinek.
Nachbarorte sind Marianín im Norden, Kulířov und Studnice im Nordosten, Doubrava, Jandova bouda und Ferdinandsko im Osten, Véspěrk und Rychtářov im Südosten, Podomí im Süden, Senetářov im Südwesten, Krasová im Westen sowie Ostrov u Macochy und Lipovec im Nordwesten.

## Geschichte

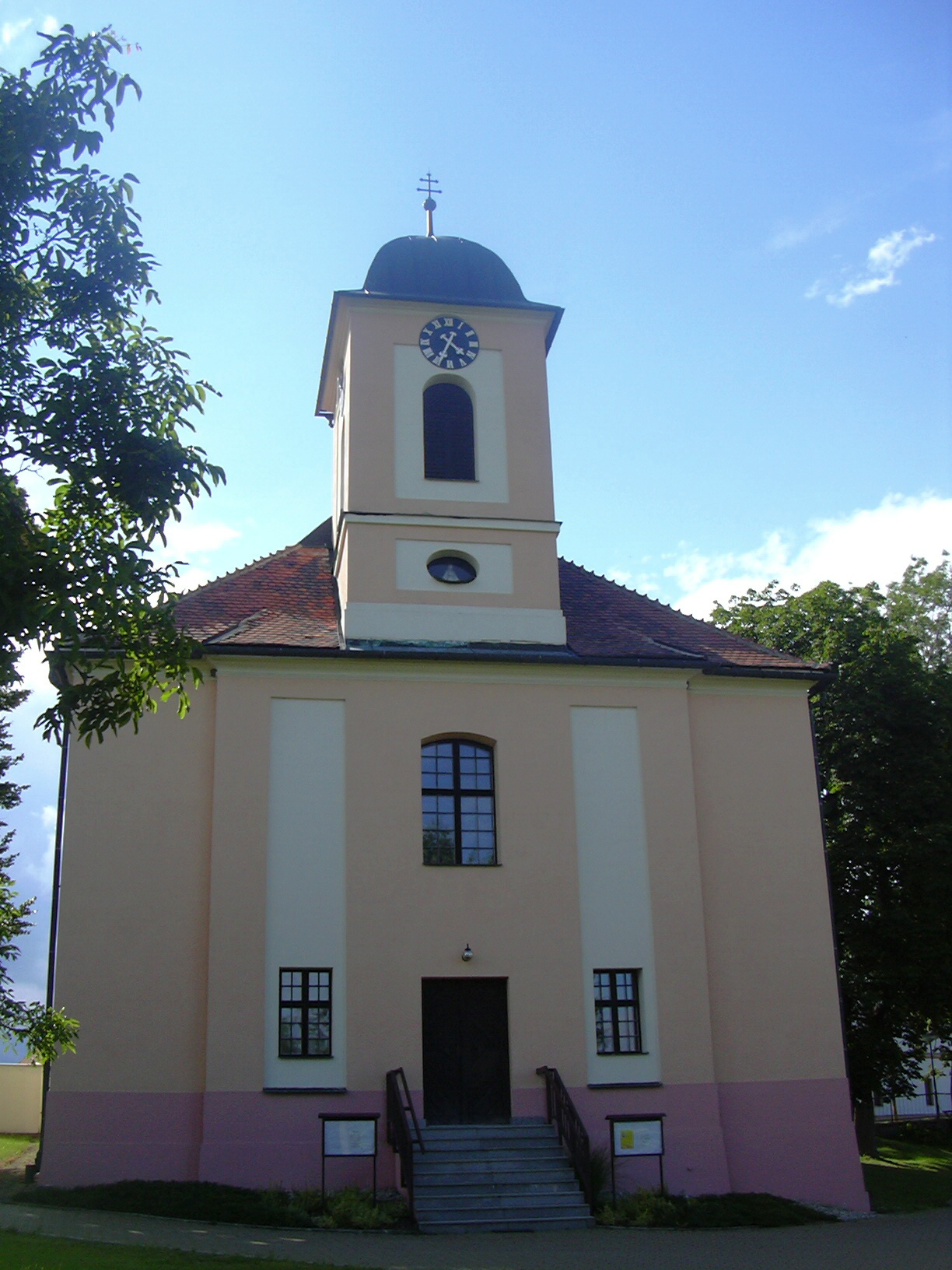
Kirche des hl. Laurentius

Der Ort wurde wahrscheinlich in der Mitte des 13. Jahrhunderts im Zuge der Kolonisation der Gegend durch die Herren von Čeblovice auf Hohlenstein als Waldhufendorf angelegt. Die ersten Siedler waren Deutsche. Erstmals urkundlich erwähnt wurde das Dorf Schönfeld im Jahre 1348 in einer Schenkungsurkunde des Bischofs Jan Volek für das Kloster Pustiměř. Die deutsche Besiedlung erlosch spätestens während der Hussitenkriege und seit der Mitte des 15. Jahrhunderts wurde der Ort als Krásné Pole bezeichnet. Es wird angenommen, dass der Hof seit der ersten Hälfte des 16. Jahrhunderts dem Vladiken Jurman von Krásensko und Maršovice gehörte. Zum Ende des 16. Jahrhunderts ist als Besitzer des Purkrechtshofes der Vladike Kašpar Lukavecký von Lukavice nachweisbar. 1580 wurde der katholische Pfarrer von Krásenko ermordet. Die Pfarre blieb verwaist, da Lukavecký auf der Einsetzung eines Protestanten bestand. Kašpar Lukavecký verstarb 1594 ohne Nachkommen, so dass das Gut an das Bistum Olmütz heimfiel und an die Herrschaft Wischau angeschlossen wurde. Der Nichtkatholik Kašpar Lukavecký wurde trotz der Untersagung durch Bischof Stanislaus Pavlovský von Pavlovitz in der Kirche von Krásensko bestattet. Erst 1785 wurde die Pfarrstelle wieder besetzt. Die Bewohner des Dorfes lebten vorwiegend vom Ackerbau und der Bienenzucht. Zudem wurden in den dichten Wäldern östlich des Dorfes Meiler und Pechsiedereien betrieben. 1802 wurde in Krásensko eine Dorfschule eingerichtet, zuvor erfolgte der Unterricht in der Pfarrschule von Studnice. Im 19. Jahrhundert hielt die Hausweberei und die Fertigung von Perlmuttknöpfen Einzug. In den 1830er Jahren starben in Krásensko 65 Einwohner an der Cholera.
Nach der Aufhebung der Patrimonialherrschaften bildete Krásensko/Krasensko ab 1850 eine Gemeinde in der Bezirkshauptmannschaft Wischau. Zum Ende des 19. Jahrhunderts arbeiteten 90 Prozent der Einwohner von Krásensko als Heimweber. 1887 wurde das alte Schulhaus durch einen Neubau ersetzt. In den 1890er Jahren setzte durch die Errichtung mechanischer Tuchwebereien in Brünn der Niedergang der Hausweberei ein. Seit dieser Zeit begann auch der Rückgang der Einwohnerzahl. Nach der deutschen Besetzung erhielt das Dorf den Namen Schönau. Im Jahre 1940 erfolgte der Beschluss zur Erweiterung des Schießplatzes Wischau zu einem großen Truppenübungsplatz der Wehrmacht. Zu den 33 für die Errichtung des Truppenübungsplatzes Wischau zu räumenden Dörfern gehörte in der dritten, bis 30. Juni 1944 zu realisierenden Etappe auch Schönau. In den 157 Häusern der Gemeinde lebten zu dieser Zeit 775 Menschen. Nach dem Ende des Zweiten Weltkrieges wurde Krásensko wieder besiedelt. Das Dorf war durch die Übungen zu 80 Prozent zerstört und die Hälfte der Häuser musste abgerissen werden. Ein Viertel der vorherigen Bewohner kehrte in ihre Häuser nach Krásensko zurück, viele der früheren Einwohner zogen in Häuser der vertriebenen Deutschen in die Wischauer Sprachinsel. Im Oktober 1945 wurde in Krásensko der Schulunterricht wieder aufgenommen. Am 1. Mai 1951 erfolgte die Errichtung des Truppenübungsplatzes Březina, dabei wurden die Wälder an der Holanda und Roviny östlich von Krásensko dem Militärgebiet zugeordnet. Auf dem Kojál entstand zwischen 1956 und 1958 ein Sendeturm für Fernsehen und Rundfunk. 1964 wurde Krásensko mit Podomí zu einer Gemeinde Krásensko-Podomí zusammengeschlossen. Die Schule in Krásensko wurde 1974 geschlossen und in dem Gebäude ein Kindergarten eingerichtet. Die Gemeinde Krásensko-Podomí löste sich 1990 wieder auf. Seit November 2000 führt Krásensko ein Wappen und Banner.

## Gemeindegliederung
Für die Gemeinde Krásensko sind keine Ortsteile ausgewiesen. Zu Krásensko gehört die Ansiedlung Kojál.

## Sehenswürdigkeiten
- Kirche des hl. Laurentius, sie entstand vor 1390. Als ihr Gründer wird ein Laurentius Kobylník betrachtet, dessen Grabplatte sich ebenso wie die von Kašpar Lukavecký von Lukavice († 1594) in der Kirche befindet. Zwischen 1790 und 1795 wurde die baufällige alte Kirche abgetragen und durch einen Neubau ersetzt
- ehemaliges Erbgericht
- Sender Kojál
- Naturdenkmal Studnické louky, nordöstlich des Ortes auf einer von den Katastern des Truppenübungsplatzes und der Gemeinden Kulířov, Rozstání und Studnice umgebenen Exklave.